# Сухі ліси Еквадору
Сухі ліси Еквадору (ідентифікатор WWF: NT0214) — неотропічний екорегіон тропічних та субтропічних сухих широколистяних лісів, розташований на заході Еквадору.

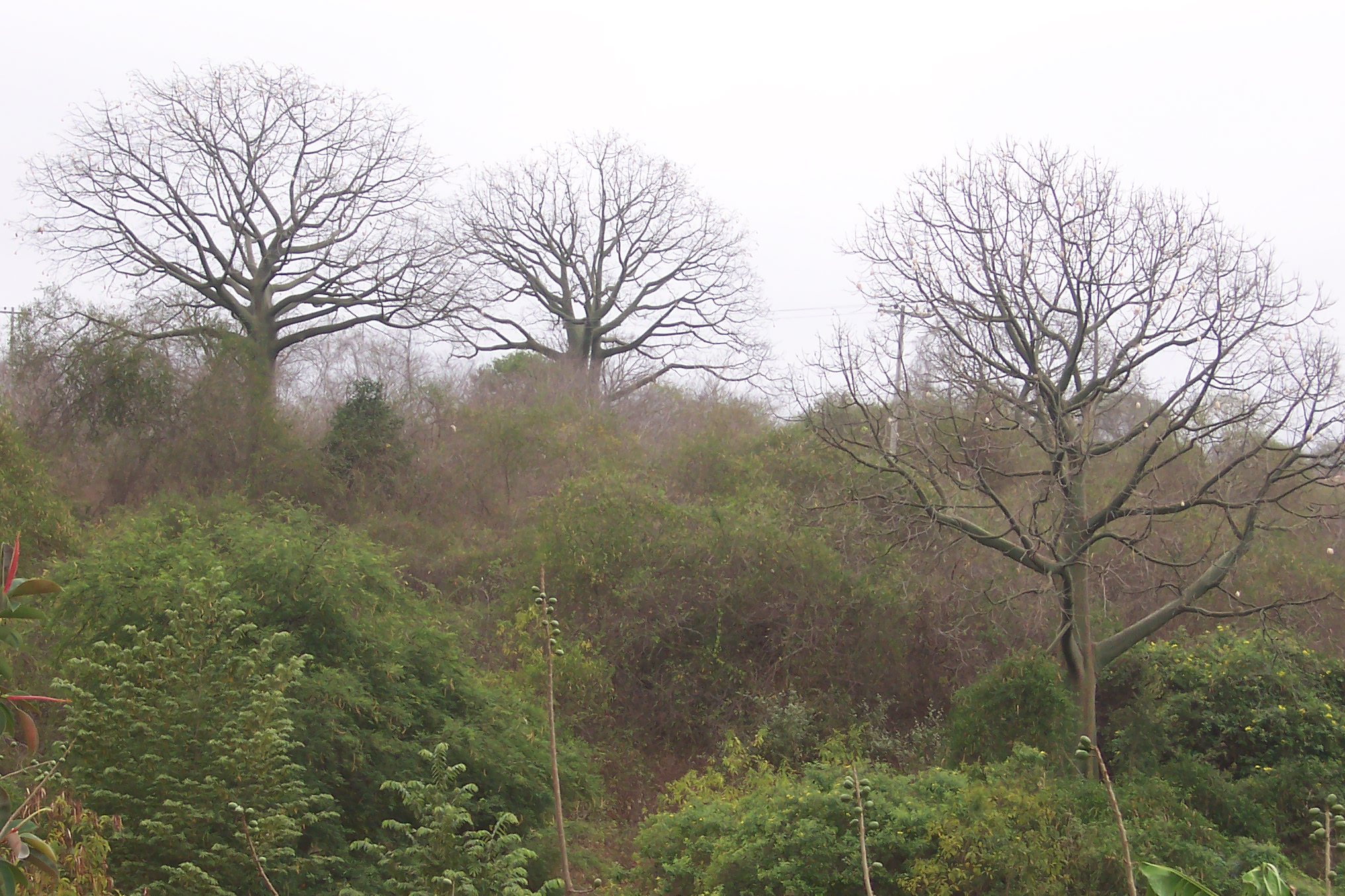
Сухий ліс на півострові Санта-Елена

## Географія
Екорегіон сухих лісів Еквадору охоплює три розрізнені ділянки загальною площею понад 21 000 км², що розташовані вздовж узбережжя Тихого океану на заході та північному заході Еквадору. Найбільша ділянка сухих лісів простягається від Педерналеса на крайній півночі провінції Манабі на південь через територію провінцій Санта-Елена і Гуаяс, досягаючи на півдні Гуаякільської затоки. Друга ділянка розташована на сході провінції Гуаяс, у передгір'ях Еквадорських Анд на схід від гирла річки Гуаяс, а третя — на острові Пуна у Гуаякільській затоці.
Рельєф екорегіону переважно представлений низовинами, що лежать на висоті до 300 м над рівнем моря. На заході регіону, паралельно тихоокеанському узбережжю, простягаються невисокі гори Чонгон-Колонче та Маче-Чіндул, які підіймаються на висоту понад 800 м над рівнем моря. З геологічної точки зору в регіоні переважають піщані, глинисті та вулканічні відклади, які на півдні перемежовуються докрейдовими метаморфічними породами та гранітами. Ґрунти регіону переважно складаються з вулканічного матеріалу, змішаного з невеликою кількістю морських відкладів.
На сході сухі ліси екорегіону переходять у вологі ліси Західного Еквадору та у затоплювані луки Гуаякілю, а у деяких прибережних районах на заході і півдні — у мангри Манабі та у мангри Гуаякільської затоки та Тумбесу. Від сухих лісів Тумбесу і П'юри, які поширені на південному сході Еквадору і екологічно подібні до сухих лісів Західного Еквадору, екорегіон відділений Гуаякільською затокою.

## Клімат
В межах екорегіону переважає саванний клімат (Aw за класифікацією кліматів Кеппена), а у деяких прибережних районах на заході Еквадору — напівпустельний клімат (BSh за класифікацією Кеппена) або пустельний клімат (BWh за класифікацією Кеппена). На низьких висотах регіону середня температура коливається від 24 до 26 °C і незначно змінюється протягом року, а добова амплітуда коливань температури становить 10-13 °C.
Середньорічна кількість опадів в регіоні становить від 300 мм у прибережній смузі до 1500 мм на південному заході. Вона значно коливається з року в рік: під час подій Ель-Ніньйо, які відбуваються з інтервалом у 3-16 років, кількість опадів може бути в 200 разів більшою, ніж під час дуже посушливих років. У нормальні роки спостерігаються чітко виражені сухий і дощовий сезони: 90 % опадів випадає в період з грудня по травень з піком у березні. Під час сухого сезону температура підвищується, посилюючи нестачу вологи. Важливим джерелом вологи в цей час є морський туман, відомий як гаруа, який конденсується в горах Чонгон-Колонче. Важливим фактором, який впливає на клімат регіону, є наявність холодної Перуанської течії.

## Флора
Рослинний покрив екорегіону представлений напівпустельними чагарниками, колючими чагарниковими лісами та листяними і напівлистяними сухими тропічними лісами, розподіл яких залежить від клімату та висоти над рівнем моря. Дерева у лісах регіону виростають до 20 м над землею і скидають листя під час тривалого сухого сезону. Вони утворюють однорідні деревні насадження, які залежно від вологості можуть бути більш або менш густими. Гілки дерев вкриті різноманітними мохами та епіфітами, зокрема з родини бромелієвих (Bromeliaceae), в підліску поширені численні колючі чагарники та кактуси, а у трав'яному ярусі — папороті та невисокі трав'янисті рослини, переважно з родини Акантові (Acanthaceae). Порівняно з сусідніми вологими лісами, сухі ліси Еквадору мають вищий темп відновлення і росту, що сприяє їх швидкому відновленню.
Серед дерев, поширених у сухих лісах регіону, слід відзначити тритичинкову сейбу (Ceiba trischistandra), китицецвітий мескіт (Neltuma juliflora), жовту кордію (Cordia lutea), еріотеку Руїса (Eriotheca ruizii), фарбувальну маклюру (Maclura tinctoria), високі мавпячі сережки (Pithecellobium excelsum), запашну бурзеру (Bursera graveolens), гірську прадосію (Pradosia montana), рівінієлистий кротон (Croton rivinifolius), довгоцвіту бігнонію (Bignonia longiflora), пірчастий аміріс (Amyris pinnata), гостролистий еритроксилум (Erythroxylum acuminatum), жорсткий зантоксилум (Zanthoxylum rigidum), субкоримбову сливу (Prunus subcorymbosa) та шорсткий колікодендрон (Colicodendron scabridum), а серед кактусів — розлогий прецереус (Praecereus euchlorus subsp. diffusus) та різні види опунцій (Opuntia spp.). Деякі види дерев, що зустрічаються в регіоні, зокрема золотоцвіті арагуанеї (Handroanthus chrysanthus), еквадорські лаври (Cordia alliodora), китицецвіті зизифуси (Ziziphus thyrsiflora), чорні кібрахача (Handroanthus billbergii), еквадорські сіміри (Simira ecuadorensis) та кедрели (Cedrela spp.), перебувають під загрозою зникнення, оскільки їхня деревина високо цінується. Еквадорські слонові пальми (Phytelephas aequatorialis) цінуються за горіхи, які за кольором і текстурою нагадують слонову кістку, а бонеллії Спрюса (Bonellia sprucei) використовуються у традиційній медицині.
Ліси екорегіону характеризуються високим флористичним різноманіттям та демонструють різноманіття структурних характеристик, таких як щільність і висота лісового намету. Багато рослин, поширених в регіоні, демонструють різноманітні пристосування, які дозволяють їм виживати в екстремальних кліматичних умовах, зокрема карликову й розгалужену чагарникову форму, потовщене листя та колючки. Загалом в регіоні зустрічається приблизно 180 видів дерев. Близько 20 % видів рослин, поширених в екорегіоні, є ендеміками.

## Фауна
Незважаючи на те, що значна частина лісів екорегіону була знищена, тут продовжують існувати популяції великих тварин, таких як тропічні білохвості олені (Odocoileus virginianus tropicalis), американські мазами (Mazama americana), ошийникові пекарі (Dicotyles tajacu), колумбійські ревуни (Alouatta palliata), а також ягуари (Panthera onca), найбільші хижаки Еквадору. Серед інших ссавців, поширених в регіоні, слід відзначити оцелота (Leopardus pardalis), маргая (Leopardus wiedii), ягуарунді (Herpailurus yagouaroundi), білоносу носуху (Nasua narica), чорно-білого капуцина (Cebus capucinus), низинну паку (Cuniculus paca), центральноамериканського агуті (Dasyprocta punctata), південного опосума (Didelphis marsupialis), центральноамериканського волохатого опосума (Caluromys derbianus), дев'ятипоясного броненосця (Dasypus novemcinctus) та північного тамандуа (Tamandua mexicana). Майже ендемічними представниками екорегіону є еквадорські капуцини (Cebus aequatorialis), гуаякільські вивірки (Sciurus stramineus), тихоокеанські щетинці (Proechimys decumanus), еквадорські колючі торбомиші (Heteromys teleus), жовтуваті рисові хом'яки (Aegialomys xanthaeolus), перуанські бавовняні хом'яки (Sigmodon peruanus), матапальські широконосі листоноси (Platyrrhinus matapalensis), товариські плодоїди (Artibeus fraterculus), малі еквадорські жовті кажани (Rhogeessa velilla) та лагідні пергачі (Eptesicus innoxius). У водно-болотних угіддях регіону зустрічаються гострорилі крокодили (Crocodylus acutus), а на морських узбережжях — зелені черепахи (Chelonia mydas) та бісси (Eretmochelys imbricata).
Орнітофауна екорегіону включає низку майже ендемічних видів птахів, більшість з яких також зустрічається у сухих лісах Тумбесу і П'юри на південному заході Еквадору та на північному заході Перу, а деякі — також у вологих лісах Західного Еквадору. Серед майже ендемічних птахів, поширених в сухих лісах екорегіону, слід відзначити білобрового татаупу (Crypturellus transfasciatus), рудоголову чачалаку (Ortalis erythroptera), бліду горличку (Leptotila pallida), вохристогруду горличку (Leptotila ochraceiventris), еквадорського талпакоті (Columbina buckleyi), еквадорського дрімлюгу (Nyctidromus anthonyi), куцохвостого колібрі (Myrmia micrura), малого колібрі-іскринку (Chaetocercus bombus), зелену амазилію (Amazilis amazilia), еквадорського трогона (Trogon mesurus), сіроголового канюка (Pseudastur occidentalis), чагарникову сплюшку (Megascops roboratus), еквадорського аракарі (Pteroglossus erythropygius), вогнистокрилого дзьогана (Veniliornis callonotus), еквадорського добаша (Picumnus sclateri), гуаякильського дятла-кардинала (Campephilus gayaquilensis), червоноголового аратингу (Psittacara erythrogenys), сірощокого тіріку (Brotogeris pyrrhoptera), еквадорського папугу-горобця (Forpus coelestis), білокрилого сорокуша-малюка (Thamnophilus bernardi), чагарникову мурашницю (Grallaria watkinsi), рудокрилого горнеро (Furnarius cinnamomeus), білогорлого пію (Synallaxis stictothorax), темноголового пію (Synallaxis tithys), рудоголового філідора (Clibanornis erythrocephalus), рудокрилого тапакуло (Melanopareia elegans), еквадорського бекарда (Pachyramphus spodiurus), еквадорського віялочуба (Onychorhynchus occidentalis), сіроспинного тирана (Tyrannus niveigularis), перуанського тиранця (Pseudelaenia leucospodia), чокоанського тирана-малюка (Zimmerius albigularis), світлокрилого мухоїда (Phaeomyias tumbezana), сіроволого москверо (Lathrotriccus griseipectus), смугасту курету (Myiophobus crypterythrus), еквадорську паю (Cyanocorax mystacalis), смугастого різжака (Campylorhynchus fasciatus), довгохвостого пересмішника (Mimus longicaudatus), тропічного дрозда (Turdus maculirostris), еквадорського дрозда (Turdus reevei), еквадорську ясківку (Petrochelidon rufocollaris), еквадорського трупіала (Icterus graceannae), чагарникового трупіала-чернеця (Dives warczewiczi), еквадорського чижа (Carduelis siemiradzkii), західного тихоголоса (Arremon abeillei), папугодзьобого зерноїда (Sporophila peruviana), маскову свертушку (Poospiza hispaniolensis) та кармінку (Rhodospingus cruentus).
Серед інших поширених в регіоні птахів слід відзначити сіроголового талпакоті (Columbina cruziana), еквадорську зенаїду (Zenaida meloda), рудого кукліло (Coccyzus lansbergi), синьочеревого колібрі-лісовичка (Chlorestes julie), пустельного канюка (Parabuteo unicinctus), строкатохвостого канюка (Buteo albonotatus), американського сича (Athene cunicularia), перуанського сичика-горобця (Glaucidium peruanum), бронзовокрилого папугу-червоногуза (Pionus chalcopterus), строкатоголового дереволаза (Lepidocolaptes souleyetii), тропічного тирана (Tyrannus melancholicus), темноголового тирана-крихітку (Phyllomyias griseiceps), плямистоволого поплітника (Pheugopedius sclateri), короткохвостого шпаркоса (Leistes bellicosus), західну гутураму (Euphonia laniirostris), рудогорлого зерноїда (Sporophila telasco) та чорнощокого зерноїда (Sporophila nigricollis).

## Збереження
Внаслідок століть людського впливу та розвитку сільського господарства майже всі сухі ліси екорегіону були знищені та перетворені на сільськогосподарські угіддя, особливо уздовж річок та у перехідній зоні від вологих лісів. Наразі незаймані сухі ліси займають лише близько 1 % території регіону, а більшість сухих лісів являють собою розрізнені ділянки вторинних заростей, які загалом вкривають до чверті території регіону. Ліси Західного Еквадору є одними з найбільш вразливих лісових екосистем світу через масштабне людське втручання. Основними загрозами для збереження природи регіону є вирубка лісів, зокрема вибіркова вирубка цінних порід дерев, а також спалювання лісів для розчистки територій, розвиток сільського господарства на нестійких схилах пагорбів та надмірний випас худоби. Більшість хребетних тварин в екорегіоні, зокрема численні ендеміки, перебувають під загрозою зникнення.
Оцінка 2017 року показала, що 536 км², або 3 % екорегіону, є заповідними територіями. Природоохоронні території включають: Національний парк Мачалілья, Заповідний ліс Серро-Бланко, Заповідний ліс Мольєтуро та Заповідник Аренільяс.